# Ettington Park Hotel
Ettington Park est une maison de campagne du XIXe siècle mais aux origines antérieures située à Ettington, dans le comté de Warwickshire en Angleterre. C'est la maison historique de la famille Shirley, dont la propriété date de l'époque du Domesday Book (1086), et l'édifice a été rénové entre 1858 et 1862 à la demande d'Evelyn Shirley. Le bâtiment classé de Grade I, a été décrit par Chris Pickford et Nikolaus Pevsner comme "la maison victorienne la plus importante et la plus impressionnante du comté". C'est désormais un hôtel.

## Histoire
Le site a été occupé par un manoir pendant plusieurs siècles avant la construction de l'édifice actuel. Avant le règne d'Henri III, le domaine voisin de Lower Ettington était le siège principal de la famille Ferrers, qui a ensuite déménagé son siège à Shirley, dans le Derbyshire. Au cours des siècles précédents, les terrains étaient un parc à cerfs Selon Alice Dryden :
Sir Ralph Shirley a loué le manoir en 1509 à John et Agnes Underhill, pour une durée de 80 ans. Son fils, Francis, a fait un autre bail pour une durée de 100 ans à la même famille en 1541. À l'époque de Francis Shirley, le manoir a semble-t-il été reconstruit, ou du moins modernisé. Après la fin du bail d'Ettington en 1641, Sir Charles Shirley a acquis l'édifice en 1642. D'importantes réparations ont eu lieu à sa demande tandis qu'une grande partie du bâtiment a été démolie et qu'une plus petite a été construite avec les matériaux d'origine. Vers 1740, et de nouveau en 1767, des ajouts ont été faits par George Shirley. Son petit-fils, Evelyn John Shirley, a fait des modifications en 1824.  Entre 1858 et 1863 Evelyn Shirley engage l'architecte John Prichard pour restauré l'édifice dans le style anglais précoce. L'implication du partenaire de longue date de Prichard, John Pollard Seddon, est toutefois contestée.
Aujourd'hui géré comme un hôtel, il appartient au groupe Handpicked Hotels. Le hall est réputé hantée.

## Architecture et descriptif
Ettington Park est situé au sud-ouest du village d'Ettington, juste au nord du village de Newbold on Stour (en). Il s'étend sur 40 acres (0,16 km2) et est traversé par la rivière Stour (en). Ettington Park est considéré comme « la maison victorienne la plus importante et la plus impressionnante du comté ».
La demeure est le résultat une modification effectuée de 1858 à 1862 d'une maison antérieure, probablement du milieu du XVIIe siècle avec des ajouts au milieu du XVIIIe siècle. Pickford et Pevsner, dans leur description du Warwickshire de 2016, sont persuadés que le remodelage victorien est uniquement l'œuvre de John Prichard (en).  L'historien de l'architecture Charles Eastlake soutient Pickford et Pevsner en attribuant la maison, appelée Eatington Park au milieu du XIXe siècle, uniquement à Prichard. Historic England considère que John Pollard Seddon, partenaire de longue date de Prichard à la même cette période, 1852-1863, est également impliqué. À la fin du XXe siècle, d'autres modifications et ajouts ont été effectués.
La maison est construite en pierre de taille calcaire à bandes jaunes et grises avec un toit en ardoise. Le style est néo-gothique, notant d'importantes influences ruskiniennes. La maison possède un plan en forme de E, avec deux étages et des greniers. L'intérieur conserve une grande partie de sa configuration et de ses aménagements d'origine du début et du milieu de l'époque victorienne. Le Hall d'Escalier date de 1810–11, et la bibliothèque a été décorée en 1820. La Longue Galerie et la Grande Salle de Dessin font partie du remodelage de Prichard.

## Culture populaire
Ettington Park a été utilisé pour des plans extérieurs de films. Pour le film d'horreur La Maison du diable (1963) il est la maison de la colline.
La chapelle du parc a été utilisée pour le tournage du film Les Yeux de la forêt (1980).